# William Eteki Mboumoua
 (janvier 2023).
Si vous disposez d'ouvrages ou d'articles de référence ou si vous connaissez des sites web de qualité traitant du thème abordé ici, merci de compléter l'article en donnant les références utiles à sa vérifiabilité et en les liant à la section « Notes et références ».
William Eteki Mboumoua, né le 20 octobre 1933 à Douala et mort le 26 octobre 2016 à Yaoundé, est un homme politique, diplomate et ancien ministre camerounais.

## Biographie
Né dans la section de Bonadibong à Douala en 1933, Etéki Mboumoua a étudié en France dans les années 1950. Préfet de Nkam et de Sanaga-Maritime de 1958 à 1961 - une période tumultueuse pour ces régions -, il est ensuite nommé au gouvernement en tant que ministre de l'Education nationale le 20 octobre 1961. Il reste à ce poste jusqu'en 1968. Il occupe le poste supplémentaire portefeuilles de jeunesse, de sports et de culture au cours de cette période. Il a également été membre du Conseil exécutif de l'UNESCO de 1962 à 1968, dont il est devenu le vice-président en 1967, et président de la Conférence générale de l'UNESCO de 1968 à 1970.
Etéki Mboumoua a été conseiller spécial du président Ahmadou Ahidjo de 1971 à 1973. À la suite de la démission en 1974 de Nzo Ekangaki, un Camerounais, en tant que secrétaire général de l'OUA, Ahidjo a proposé à Etéki Mboumoua de se porter candidat à ce poste. Lors d'une réunion de l'OUA à Mogadiscio en juin 1974, le processus électoral de l'OUA s'est retrouvé dans l'impasse entre un candidat somalien et un candidat zambien, aucun d'entre eux ne pouvant obtenir une majorité des deux tiers; En conséquence, Etéki Mboumoua a été élu à l'unanimité en tant que compromis. 
Après l'invasion de l'Éthiopie par la Somalie en juillet 1977, l'OUA a tenté de régler la situation en août, mais le gouvernement somalien a refusé de participer, protestant contre l'exclusion de ses alliés, le Front de libération de la Somalie occidentale (FSL). Etéki Mboumoua a déclaré que l'OUA ne considérait pas le WSLF comme un véritable mouvement de libération; les Somaliens ont à leur tour reproché à l'OUA de ne pas avoir favorisé la libération de l'Afrique.
Etéki Mboumoua est resté secrétaire général de l'OUA jusqu'en 1978, date à laquelle il a été remplacé par le ministre des Affaires étrangères du Togo, Edem Kodjo. Il a de nouveau occupé les postes de conseiller spécial auprès du président Ahidjo de 1978 à 1980, puis de ministre des responsabilités particulières sous la présidence de 1980 à 1984. Etéki Mboumoua a conservé son poste après la démission d'Ahidjo. Le Premier ministre Paul Biya lui a succédé. il était considéré comme un proche collaborateur de Biya et le 7 juillet 1984, Biya le nommait ministre des Affaires étrangères.
Dans ce qui était considéré comme une décision surprenante, Biya a limogé Etéki Mboumoua du gouvernement en janvier 1987. Aucune raison spécifique n'a été donnée, mais Etéki Mboumoua a été accusé de "faute grave". Interrogé au cours d'une interview pour expliquer pourquoi il avait limogé Etéki Mboumoua, Biya a répondu que, en tant que président, il disposait d'un "pouvoir discrétionnaire absolu" pour renvoyer des fonctionnaires "sans avoir à fournir d'explications à qui que ce soit". Etéki Mboumoua aurait été licencié pour s'être opposé au rétablissement des relations diplomatiques entre le Cameroun et Israël en 1986. Compte tenu de la notoriété exceptionnelle d'Etéki Mboumoua, son limogeage soudain aurait ébranlé l'élite politique.
Après avoir quitté ses fonctions politiques, Etéki Mboumoua s'est tourné vers l'action humanitaire pour devenir président de la Croix-Rouge camerounaise (CRC). Il a également poursuivi ses activités diplomatiques. en 1995, l'OUA l'a nommé pour jouer le rôle de médiateur dans la situation politique aux Comores.
Lors d'une manifestation organisée par la Croix-Rouge à Bertoua le 3 août 2007, Etéki Mboumoua a examiné les conséquences désastreuses de l'immigration clandestine. Il a mis en exergue le rôle de cette migration dans la déstabilisation des nations et des régions lorsqu'elle impliquait des Africains fuyant vers des pays africains voisins pour échapper à la violence dans leurs propres pays. Selon Etéki Mboumoua, seule l'unité africaine sous la forme d'États-Unis d'Afrique pourrait à terme résoudre le problème. 
Prenant la parole le 30 janvier 2009, il a appelé à des dons pour le fonds d'aide d'urgence du CRC. Etéki Mboumoua a expliqué que son organisation ne recevait aucun financement suffisant de la part de l'État et que l'aide provenant d'autres sources avait tendance à arriver trop tard pour pouvoir être utilisée correctement dans une situation d'urgence. L'organisation avait donc créé son fonds de secours d'urgence 2008. Il a exhorté les dons à permettre au CRC de disposer de fonds suffisants pour faire face rapidement aux situations d'urgence.
Il est décédé dans un hôpital de Yaoundé le 26 octobre 2016 à l'âge de 83 ans

### Carrière
William Eteki Mboumoua a été secrétaire général de l'OUA et ministre des relations extérieures.